# Аттіла Левін
Аттіла Левін (швед. Attila Levin; 8 листопада 1976, Стокгольм) — шведський професійний боксер, призер чемпіонату Європи.

## Аматорська кар'єра
На чемпіонаті Європи 1996 Аттіла Левін здобув бронзову медаль, після перемог над Генріком Затикою (Польща) та Петром Горачеком (Чехія) програвши в півфіналі Володимиру Кличко (Україна) — 0-7.
На Олімпійських іграх 1996 в 1/8 фіналу в першому раунді переміг Жан-Франко Бержерона (Канада) — RSC-1, а в чвертьфіналі так же швидко програв Володимиру Кличко — RSC-1.

## Професіональна кар'єра
Після Олімпіади 1996 Левін перейшов у професійний бокс. Виступаючи на рингах США протягом 1997—2000 років не знав поразок у 14 боях, але 29 червня 2000 року програв технічним нокаутом в першому раунді джорнімену Рамону Хеєсу (США).
Після першої поразки у Левіна знов була тривала серія перемог, в тому числі 2001 року над досвідченим Реєм Остіном (США), а 15 квітня 2004 року він зазнав другої поразки знов нокаутом від колишнього претендента на титул WBO в важкій вазі Джеремі Вільямса (США).
12 лютого 2005 року Аттіла Левін зустрівся в бою за титул інтерконтинентального чемпіона за версією WBA з непереможним росіянином Миколою Валуєвим і зазнав поразки нокаутом вже в третьому раунді.